# 1981 w polityce

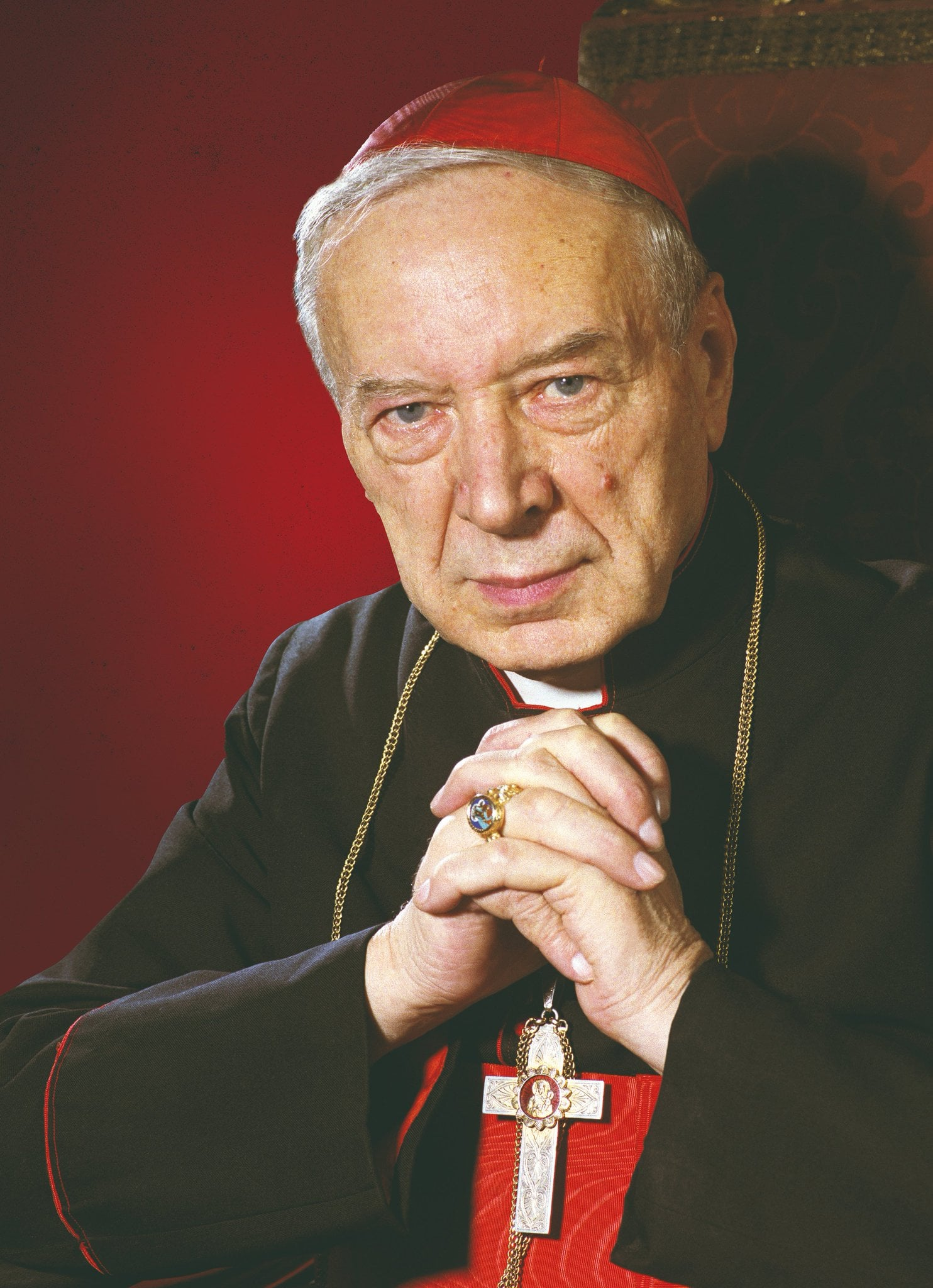
Kardynał Stefan Wyszyński, prymas Polski

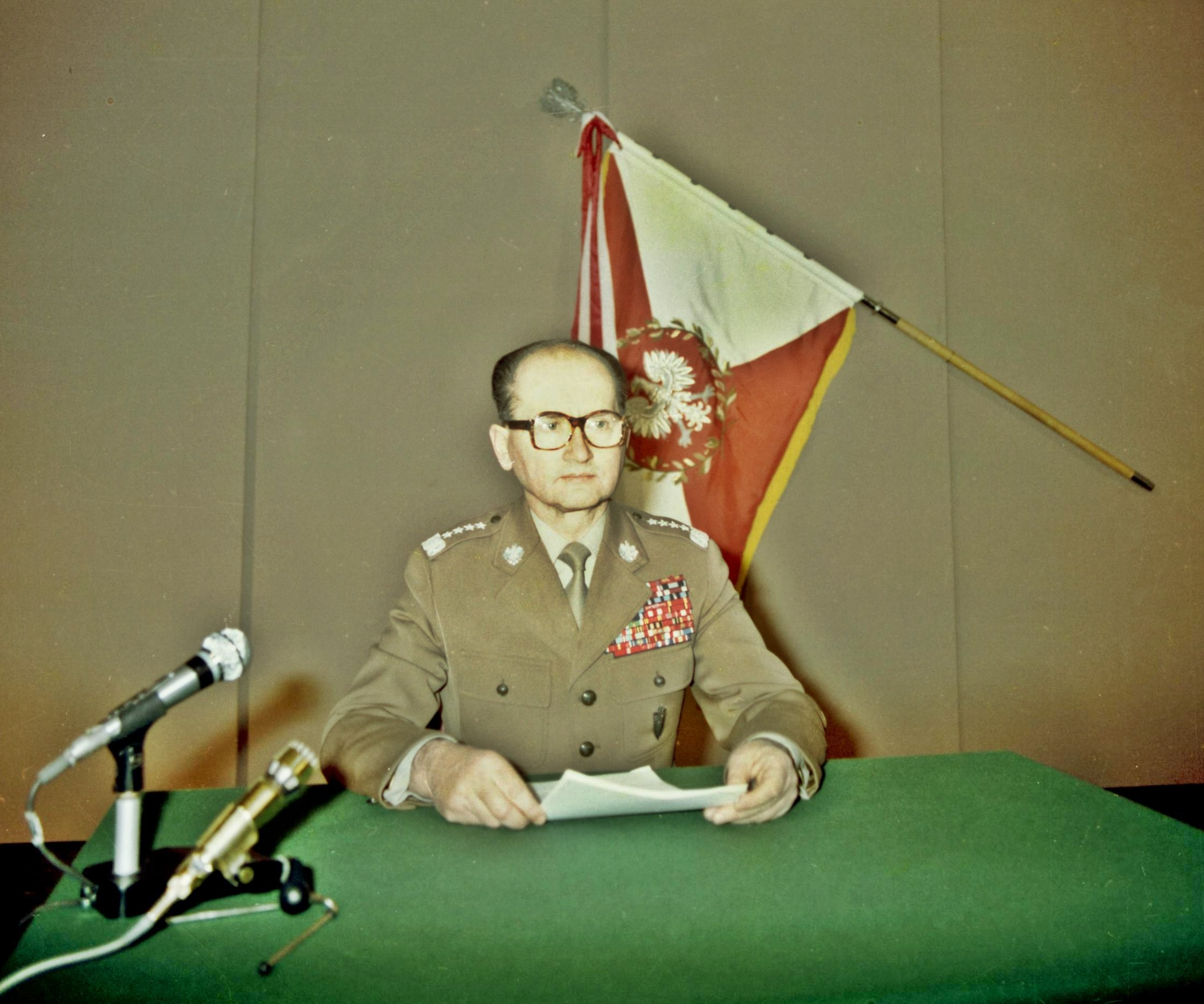
Generał Wojciech Jaruzelski w studiu telewizyjnym przed odczytaniem postanowienia o wprowadzeniu stanu wojennego

Wydarzenia polityczne w 1981 roku.

## Styczeń
- 21 stycznia – na granicy Ekwadoru i Peru doszło do wymiany ognia pomiędzy oddziałami obu państw. Incydent zapoczątkował konflikt zbrojny pomiędzy krajami[1].

## Maj
- 28 maja – zmarł kardynał Stefan Wyszyński, prymas Polski[2].

## Lipiec
- 7 lipca – papież Jan Paweł II mianował biskupa Józefa Glempa prymasem Polski[3].

## Sierpień
- 21 sierpnia – Jerzy Urban został rzecznikiem rządu[4].
- 30 sierpnia – w Teheranie w wyniku zamachu bombowego zginęło pięć osób – wśród nich znaleźli się prezydent Iranu Mohammad Ali Radżai i premier Mohammad Dżawad Bahonar. Organizatorami zamachu byli mudżahedini[1].

## Wrzesień
- 1 września
  - zmarł Albert Speer, niemiecki architekt i urbanista, jeden z czołowych nazistów, w 1946 w procesie norymberskim skazany na 20 lat więzienia[5];
  - w Republice Środkowoafrykańskiej grupa wojskowych obaliła prezydenta Davida Dacko. Władzę objął André Kolingba[1].

## Październik
- 5 października – w Kairze zginął prezydent Egiptu Anwar as-Sadat[1].
- 18 października – wybory parlamentarne w Grecji wygrał Ogólnogrecki Ruch Socjalistyczny (PASOK). Prezydentem został Andreas Papandreu[1].
- Pokojową Nagrodę Nobla przyznano Wysokiemu Komisarzowi Narodów Zjednoczonych do spraw Uchodźców[1].

## Listopad
- 1 listopada – niepodległość uzyskały byłe kolonie brytyjskie: Antigua, Barbuda i Redonda. Utworzony one jedno państwo o nazwie Antigua i Barbuda[1].
- 25 listopada – Joseph Ratzinger został mianowany przez papieża na prefekta Kongregacji Nauki Wiary[6][7].

## Grudzień
- 12 grudnia – w Stoczni Gdańskiej zakończyły się obrady Komisji Krajowej NSZZ „Solidarność”. Delegaci opowiedzieli się za uchwaleniem wotum nieufności dla rządu. W nocy ponad 6 tys. działaczy Solidarności internowano[1].
- 13 grudnia – wprowadzono stan wojenny w Polsce[8].  Powstanie Wojskowej Rady Ocalenia Narodowego pod przewodnictwem generała Wojciecha Jaruzelskiego[9].
- 16 grudnia – pacyfikacja w kopalni „Wujek” w Katowicach[10].
- Nowym prezydentem Francji został François Mitterrand[1].